# Rhagodinus caenaeicus
Rhagodinus caenaeicus es una especie de arácnido  del orden Solifugae de la familia Rhagodidae.

## Distribución geográfica
Se encuentra en Irak y en Israel.